# 恋人たちの神話
「恋人たちの神話」（こいびとたちのしんわ）は、1988年1月25日にリリースされたテレサ・テンのシングル。発売元はトーラスレコード（のちに解散。現在はユニバーサルミュージックから発売）。

## 概要
タイトル曲「恋人たちの神話」とカップリング曲「硝子の摩天楼」は、荒木とよひさが作詞、三木たかしが作曲を務めている。「恋人たちの神話」は関西テレビ・フジテレビ系“女性作家サスペンス"のテーマソングである。

## 収録曲
（全作詞：荒木とよひさ、作曲：三木たかし、編曲：平野孝幸）
1. 恋人たちの神話
2. 硝子の摩天楼

## カバー
恋人たちの神話
- 松原のぶえ（アルバム『名曲選集 〜霧幻海峡〜』に収録）
- 保科有里（カバー・アルバム『星になった名曲たち 〜三木たかし作品集〜』に収録）
- 由紀さおり（カバーアルバム『あなたと共に生きてゆく 〜由紀さおり テレサ・テンを歌う〜』（2016年7月27日発売）に収録）[1]